# Acenaphthylen
Acenaphthylen er en polycyklisk aromatisk kulbrinteforbindelse.